# Гютербок, Ганс Густав
Ганс Гу́став Гю́тербок (нем. Hans Gustav Güterbock; 27 мая 1908, Берлин — 29 марта 2000, Чикаго) — американский хеттолог немецкого происхождения.

## Биография
Родился и учился в Германии. Отец Гютербока еврейского происхождения работал секретарём в Германском восточном обществе. После года изучения хеттского языка у Ганса Эелольфа Гютербок учился в Лейпцигском университете, занимаясь не только хеттским языком, но и ассириологией. Обучался у Иоганнеса Фридриха и Бенно Ландсбергера, провёл три года в Богазкёе, где занимался эпиграфикой.
В 1933—1935 годах работал в Берлинском музее, однако Приход национал-социалистов к власти в Германии вынудил Гютербока в 1936 году уехать. Его приняли на работу в Анкарский университет, где он проработал до 1948 года и стал членом Турецкого исторического общества. В 1948 −1949 годах Гюнтербок был приглашённым лектором в Уппсальском университете, затем — преподавателем в Чикагском университете, где в дальнейшем и работал до конца своей карьеры.
Гютербок возглавил Американское Восточное Общество в 1962 году и руководил Американским исследовательским институтом в Турции (англ. American Research Institute in Turkey) в 1968—1977 годах; был членом Британской академии и Американской академии искусств и наук, и с 1971 года — Баварской академии наук. Совместно с профессором Гарри Хоффнером составил «Чикагский словарь хеттского языка».
У Гютербока двое сыновей — Томас-Мартин и Вальтер-Михаэль от жены Франциски Хелльман (1919—2014), пять внуков и правнучка.
Скончался Густав Гютербок 29 марта 2000 в своём доме в Чикаго на 91 году жизни.

## Труды
- Güterbock, Hans Gustav. Alaca Höyük civarinda ele geçen bir eti mührü. — Istanbul: Devlet basimevi, 1937.
- Güterbock, Hans Gustav. Siegel aus Boğasköy. — Berlin: Biblio-Verlag, 1940–1942. — Т. 5.
- Güterbock, Hans Gustav. Ankara Bedesteninde bulunan Eti Müzesi büyük salonunun kılavuzu. — Istanbul: Millî Eğitim Basımevi, 1946.
- Güterbock, Hans Gustav. İstanbul Arkeoloji Müzelerinde bulunan Boǧazköy tabletleri II. Boǧazköy. — Istanbul: Millî Eğitim Basımevi, 1947.
- Güterbock, Hans Gustav. The song of Ullikummi; revised text of the Hittite version of a Hurrian myth. — New Haven: American Schools of Oriental Research, 1952.
- Hans Gustav Güterbock. The Deeds of Suppiluliuma as Told by His Son, Mursili II. — American Schools of Oriental Research, 1956. — 152 с.
- Güterbock, Hans Gustav. The Hittite dictionary of the Oriental Institute of the University of Chicago / Harry A. Hoffner. — Chicago: Oriental Institute of the University of Chicago, 1980.
- Güterbock, Hans Gustav. Hiéroglyphes de Yazılıkaya : à propos d'un travail récent. — Paris: Institut franciçais d’études anatoliennes, 1982.
- Perspectives on Hittite civilization: selected writings of Hans Gustav Güterbock / Harry A. Hoffner. — Chicago: Oriental Institute of the University of Chicago, 1997. — ISBN 1-885923-04-X.